# Preseau Communal Cemetery Extension
Le cimetière « Préseau Communal Cemetery Extension » est un cimetière militaire de la Première Guerre mondiale situé sur le territoire de la commune de Préseau, Nord.

## Localisation
Ce cimetière est situé au sud du village, à côté du cimetière communal.

## Historique
Occupée dès la fin août 1914 par les troupes allemandes, Préseau est restée loin du front jusqu'au 1er novembre 1918, date à laquelle les troupes britanniques en prirent possession après de violents combats.

## Caractéristique
L'extension du cimetière a été faite en novembre 1918, après la prise de la place. Il y a maintenant 107 victimes de guerre de 1914-18 commémorées sur ce site, principalement des 4e et 49e divisions (West Riding). Les plupart des soldats inhumés ici sont tombés les 1er et 2 novembre 1918.

## Sépultures
| Pays        | Sépultures |
| ----------- | ---------- |
| Royaume-Uni | 107        |

### Liens Externes
http://www.inmemories.com/Cemeteries/preseau.htm